# Las Vegas Sands
Las Vegas Sands Corporation è un gruppo statunitense che possiede una delle più importanti catene di Hotel-Casinò del mondo.

## Storia
La compagnia è stata costituita dopo la chiusura e demolizione del leggendario Sands Hotel, nel 1996 poi sostituito dal The Venetian, inaugurato nel 1999.

## Proprietari
Circa il 90% della proprietà del gruppo è detenuta dalla dirigenza del gruppo, in particolare il fondatore e CEO, Sheldon Adelson (uno degli uomini più ricchi del mondo) possedeva circa il 65% della proprietà. All'inizio del 2007 il valore di capitalizzazione del mercato del gruppo è di 36 miliardi di Dollari.

## Proprietà
| Immagine | Nome                             | Luogo                              | Apertura         | Sito                                                             |
| -------- | -------------------------------- | ---------------------------------- | ---------------- | ---------------------------------------------------------------- |
|          | Sands Expo and Convention Center | Las Vegas, Nevada                  | 1990             | sandsexpo.com.                                                   |
|          | The Venetian                     | Las Vegas Strip, Las Vegas, Nevada | 3 maggio 1999    | venetian.com.                                                    |
|          | Sands Macao                      | Macao, Cina                        | 18 maggio 2004   | sands.com.mo.                                                    |
|          | The Palazzo                      | Las Vegas Strip, Las Vegas, Nevada | 30 dicembre 2007 | palazzolasvegas.com.                                             |
|          | The Venetian Macao               | Macao, Cina                        | 28 agosto 2007   | venetianmacao.com.                                               |
|          | Sands Casino Resort Bethlehem    | Bethlehem, Pennsylvania            | 22 maggio 2009   | pasands.com (archiviato dall'url originale il 7 settembre 2009). |
|          | Marina Bay Sands                 | Marina Bay, Singapore              | 27 aprile 2010   | marinabaysands.com.                                              |
|          | Sands Cotai Central              | Macao, Cina                        | 12 aprile 2012   |                                                                  |

## Flotta
A dicembre 2022 la flotta di Las Vegas Sands, noleggiata da Tradenda Capital, comprende i seguenti aeromobili: